# Reinhard Vogelsang
Reinhard Vogelsang (* 2. Mai 1939 in Bielefeld) ist ein deutscher Archivar.

## Leben
Reinhard Vogelsang studierte von 1959 bis 1966 Geschichte und Germanistik in Göttingen und Berlin. Seine Promotion zum Dr. phil. erfolgte 1966. Ab 1968 war er im Archivdienst im Staatlichen Archivlager Göttingen und im Stadtarchiv Bielefeld tätig. Weiterhin war er Leiter des Stadtarchivs und der Landesgeschichtlichen Bibliothek Bielefeld sowie Honorarprofessor an der Universität Bielefeld.

## Mitgliedschaft
- Baltische Historische Kommission e.V., ordentliches Mitglied 1991[1]
- Historischer Verein für die Grafschaft Ravensberg e. V., 2016 Ehrenmitglied[2]

## Veröffentlichungen
- Geschichte der Stadt Bielefeld, - Bielefeld : Gieselmann, Verl. für Druckgrafik, 2011, 2., überarb. und erg. Aufl.
- Stadtzeichen - Skulpturen, Denkmäler und Brunnen in Bielefeld, - Bielefeld : Verl. für Druckgrafik Gieselmann, 2011
- Bielefelds Weg ins Industriezeitalter, - [Bielefeld] : Verl. für Druckgraphik Gieselmann, c 1986
- Der Freundeskreis Himmler, - Göttingen, Zürich, Frankfurt [Main] : Musterschmidt, 1972
- Stadt und Kirche im mittelalterlichen Göttingen, - Göttingen : Vandenhoeck u. Ruprecht, 1968 (Diss., Göttingen)
- Stadt und Kirche im mittelalterlichen Göttingen, - Göttingen, 1967
- Geschichte der Stadt Bielefeld, - Bielefeld : Verl. für Dr.-Grafik Gieselmann
- Franciscus Lubecus: Göttinger Annalen. Von den Anfängen bis zum Jahr 1588. Wallstein, Göttingen 1994, ISBN 3-89244-088-3.